# 1186

## Събития
Султан Сладин превзема Йерусалим
Нападение на Велико Търново от Исак II Ангел

## Родени
- Угедей хан, монголски хан
- 18 май – Константин, велик княз на Владимир-Суздал